# Miss Grand International 2018
Miss Grand International 2018 è stata la sesta edizione del concorso di bellezza Miss Grand International.
L'evento si è tenuto il 25 ottobre a Yangon, la vecchia capitale della Birmania, per la prima volta Alla fine della serata la peruviana Maria Jose Lora ha incoronato Clara Sousa come la nuova Miss Grand International 2018.

## Classifica
| Risultato finale              | Concorrente |
| ----------------------------- | --- |
| Miss Grand International 2018 | - Paraguay – María Clara Sosa Perdomo |
| 2ª classificata               | - India – Meenakshi Chaudhary |
| 3ª classificata               | - Indonesia – Nadia Purwoko |
| 4ª classificata               | - Porto Rico – Nicole Marie Colón Rivera |
| 5ª classificata               | - Giappone – Haruka Oda |
| Top 10                        | - Messico – Lezly Viridiana Díaz Pérez - Rep. Dominicana – Mayté Britto Medina - Spagna – Patricia López Verdes - Venezuela – Biliannis Álvarez - Vietnam – Bui Phuong Nga § |
| Top 20                        | - Australia – Kimberly Gundani - Brasile – Gabrielle Vilela de Souza - Costa Rica – Nicole Menayo - Cuba – Gladys Carredeguas - Kazakistan – Aim Isengalieva - Nuova Zelanda – Hayley Robinson - Perù – Andrea Moberg - Russia – Talia Aybedullina - Sri Lanka – Pawani Vithanage - Svezia – Hanna-Louise Haag Tuvér - Thailandia – Namoey Chanaphan |

Nota: § Qualificata direttamente nella Top 10 dei semi-finalisti vincendo il premio Miss Popolarità. .

## Partecipanti
| Nazione/Territorio      | Concorrente                             | Età | Città             |
| ----------------------- | --------------------------------------- | --- | ----------------- |
| Albania                 | Klaudia Kalia                           | 18  | Tirana            |
| Argentina               | María Julieta Riveros Weber             | 20  | Córdoba           |
| Australia               | Kimberly Gundani                        | 26  | Victoria          |
| Azerbaigian             | Aisha Garayeva                          |     | Baku              |
| Bahamas                 | Dannise Bain                            | 22  | New Providence    |
| Belgio                  | Elisabeth Moszkowicz                    | 26  | Bruxelles         |
| Birmania                | Su Myat Poo                             | 22  | Mandalay          |
| Bolivia                 | Elena Antonia Romero Zambrana           | 19  | Chuquisaca        |
| Brasile                 | Gabrielle Vilela de Souza               | 27  | Angra dos Reis    |
| Bulgaria                | Beloslava Yordanova                     | 22  | Sofia             |
| Cambogia                | Molika Dy                               | 20  | Phnom Penh        |
| Canada                  | Grace Diamani                           | 24  | Ottawa            |
| Capo Verde              | Prissy Gomes                            | 24  | Praia             |
| Cile                    | Maria Catalina Flores Vargas            | 23  | Santiago del Cile |
| Cina                    | Wanxin Xing                             | 23  | Harbin            |
| Colombia                | Sheyla Quizena Nieto                    | 21  | Barranquilla      |
| Corea del Sud           | Choi Min                                | 22  |                   |
| Costa Rica              | Nicole Menayo Alvarado                  | 24  | Heredia           |
| Cuba                    | Gladys Carredeguas Mayor                | 24  | L'Avana           |
| Danimarca               | Natasja Kunde                           | 18  | Copenaghen        |
| Ecuador                 | Blanca Stefany Arambulo Pinargote       | 23  | General Villamil  |
| El Salvador             | Génesis Margarita Fuentes Figueroa      | 24  | San Salvador      |
| Estonia                 | Karolin Kippasto                        | 21  | Tartu             |
| Etiopia                 | Samrawit Azmeraw                        |     | Addis Abeba       |
| Filippine               | Eva Psychee Patalinjug                  | 23  | Cebu              |
| Galles                  | Lauren Parkinson                        | 22  | Cardiff           |
| Germania                | Mona Schafnitzl                         | 23  | Mindelheim        |
| Ghana                   | Helen Demay Matey                       | 23  | Accra             |
| Giamaica                | Kadejah Anderson                        | 22  | Kingston          |
| Giappone                | Haruka Oda                              | 24  | Saitama           |
| Guadalupa               | Meghan Monrose                          | 24  | Saint-Claude      |
| Guatemala               | Raquel María Alejandra Escalante Chacón | 21  | Santa Rosa        |
| Haiti                   | Valérie Alcide                          | 23  | Pétionville       |
| Honduras                | María Fernanda Amador                   | 20  | Tegucigalpa       |
| Hong Kong               | Eleanor Lam                             | 24  | Hong Kong         |
| India                   | Meenakshi Chaudhary Kumar               | 21  | Haryana           |
| Indonesia               | Nadia Sristi Purwoko                    | 26  | Kota Bengkulu     |
| Inghilterra             | Christina Ashley Baker                  | 20  | Londres           |
| Isole Cook              | Teau Moana McKenzie                     | 23  | Rarotonga         |
| Isole Vergini Americane | Morgan Evans                            | 27  | Saint Croix       |
| Kazakistan              | Aim Isengalieva                         | 23  | Almaty            |
| Kosovo                  | Songyl Meniqi                           | 22  | Pristina          |
| Laos                    | Nobphalat Sykaiyphack                   | 20  | Vientiane         |
| Libano                  | Anastasia Abou Mitri                    | 27  | Zouk Mosbeh       |
| Lituania                | Jurate Stasiunaite                      | 27  | Vilnius           |
| Macao                   | Debora Lopes de Oliveira                | 25  | Macao             |
| Malaysia                | Debra Jeanne Poh                        | 25  | Penang            |
| Messico                 | Lezly Viridiana Díaz Pérez              | 23  | Guadalajara       |
| Moldavia                | Alexandra Predus                        | 27  | Bucarest          |
| Mongolia                | Burte Ujin Anu                          | 20  | Ulan Bator        |
| Namibia                 | Sailey Rail Lucas                       | 25  | Helao Nafidi      |
| Nepal                   | Urussa Joshi                            | 22  | Katmandu          |
| Nicaragua               | Laura Ramirez Águilar                   | 24  | Managua           |
| Norvegia                | Maria Kassandra Barbantonis             | 27  | Oslo              |
| Nuova Zelanda           | Hayley Rose Robinson                    | 26  | Palmerston North  |
| Paesi Bassi             | Kimberley Xhofleer                      | 23  | Sint Maarten      |
| Panama                  | Gabriela Mornhinweg Domingo-Fung        | 22  | Panama            |
| Paraguay                | María Clara Sosa Perdomo                | 24  | Asunción          |
| Perù                    | Andrea Moberg Tobies                    | 23  | Loreto            |
| Polonia                 | Malwina Ratajczak                       | 19  | Stettino          |
| Porto Rico              | Nicole Marie Colón Rivera               | 27  | Caguas            |
| Portogallo              | Priscilla da Silva Alves                | 24  | Setúbal           |
| Rep. Ceca               | Kristýna Langová                        | 19  | Bruntál           |
| Rep. Dominicana         | Clara Mayté Brito Medina                | 27  | San Cristóbal     |
| Romania                 | Ana Maria Laura Serban                  | 21  | Târgu Cărbunești  |
| Russia                  | Talia Aybedullina                       | 22  | Ul'janovsk        |
| Scozia                  | Olivia McPike                           | 24  | Edimburgo         |
| Sierra Leone            | Fanta Kabia                             |     |                   |
| Singapore               | Chang Ruey Jing                         | 27  | Singapore         |
| Spagna                  | Patricia López Verdes                   | 19  | Murcia            |
| Sri Lanka               | Pawani Vithanage                        | 23  | Colombo           |
| Stati Uniti             | Paola Melissa Cossyleon Félix           | 23  | Chicago           |
| Sudafrica               | Misha Christi                           | 26  | Pretoria          |
| Suriname                | Safina Arva Barsatie                    | 24  | Amsterdam         |
| Svezia                  | Hanna-Louise Haag Tuvér                 | 21  | Gävle             |
| Taipei cinese           | Tania Tan Yi Rong                       | 26  | Taipei            |
| Tanzania                | Queen Mugesi Ainory Gesase              | 18  | Dodoma            |
| Tatarstan               | Zulfiya Sharafeeva                      | 24  | Kazan'            |
| Thailandia              | Moss Namoey Chanaphan                   | 24  | Phuket            |
| Ucraina                 | Yana Igorovna Laurinaichute             | 26  | Kiev              |
| Venezuela               | Biliannis Guillermina Álvarez Chirinos  | 20  | Cabimas           |
| Vietnam                 | Bùi Phương Nga                          | 20  | Hanoi             |
| Zambia                  | Isabel Chikoti                          | 27  | Chingola          |